# NGC 948
NGC 948 is een balkspiraalstelsel in het sterrenbeeld Walvis. Het hemelobject werd op 1 november 1886 ontdekt door de Amerikaanse astronoom Lewis A. Swift.

## Synoniemen
- PGC 9431
- MCG -2-7-15